# 年間消費電力量
年間消費電力量（ねんかんしょうひでんりょくりょう）とは、家電機器を実際の使用条件に近い条件下で1年間に消費する消費電力量である。家電機器の中には実際の使用時に常時最大消費電力がかからない製品があるため一定の条件下での計測を行っている。この条件は、日本産業規格（JIS）が定めている。

## 計算方法
年間消費電力量の計算には1キロワット時（kWh）あたりの電気料金を掛けて実際に年間にかかる電気代の目安を計算できる。
- エアコンは運転開始時は最大消費電力、設定温度に近づくと低消費電力で運転
- テレビの年間消費電力量は1日4.5時間視聴、19.5時間の待機電力を合わせた数値
- プラズマテレビはRGBのセルすべてが100パーセント発光時（全白表示時）が最大消費電力であるが、赤色のみ表示時は緑・青のセルは発光を停止する。こうした特性上、表示する色によって目まぐるしく瞬間消費電力が変動するため、実使用の目安には年間消費電力量が使われる。